# Danza bizantina

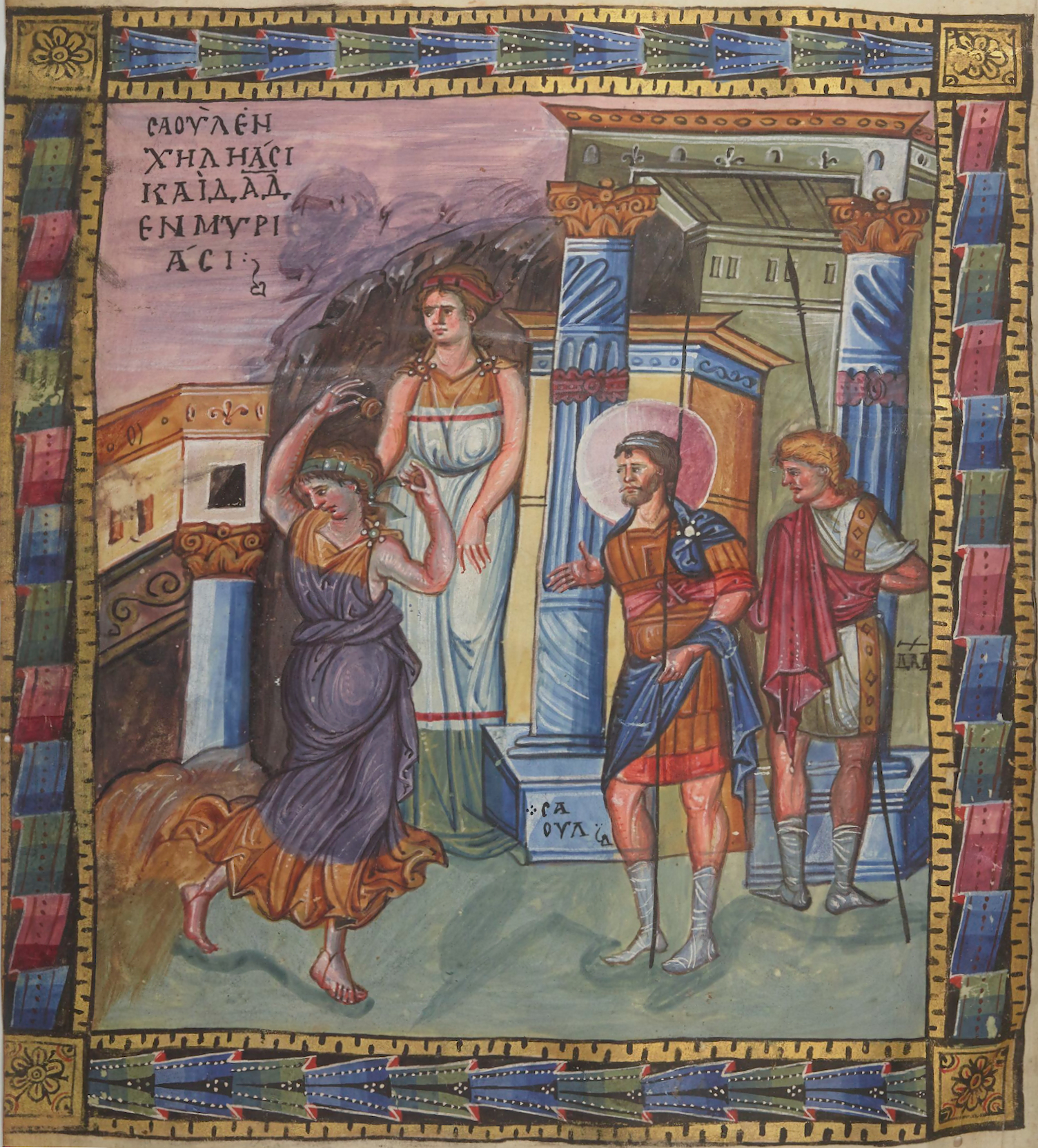
Un esempio di danza bizantina.

Le danze bizantine vengono fatte risalire dalle antiche tradizioni del paganesimo greco.

## Storia
La danza greca nell'antichità aveva originalmente un valore educativo, come risulta dai Dialoghi di Platone. 

Tuttavia, mano a mano che la cultura greca veniva assoggettata da Roma, gradualmente l'arte del ballare perse la maggior parte del suo valore educativo, fino ad essere limitata a semplice intrattenimento: ovvero, l'essere un ballerino non era un lavoro particolarmente elevato, tanto che chi lo svolgeva apparteneva generalmente ad una bassa condizione sociale.
L'influenza del Cristianesimo tentò di soffocare le tradizioni greche presenti nell'Impero Romano d'Oriente: si cercò di vietare il ballo e di condannare le origini pagane di questa usanza. Comunque la Chiesa cominciò gradualmente a rendersi conto che alcune concessioni dovevano essere fatte sulla danza, visto che un ampio numero di greci si erano convertiti dal paganesimo al Cristianesimo e dovettero rendere il ballo accettabile; cosicché i Padri della Chiesa hanno trovato i sensi “baptize„, presero il ballo, lo raffinarono e lo spiritualizzarono: la Chiesa aveva trovato il modo di dare un'interpretazione cristiana ai miti e ai simboli del pre-cristianesimo.
Si evidenzia quindi un principio generale riguardo alla storia del ballo greco, che dà risalto alla continuità fra i periodi, non solo fra classico e bizantino, ma anche fra ballo bizantino e ballo greco moderno, che deriva dall'approvazione di molte caratteristiche e abitudini bizantine, che gli ottomani adottarono.

## Tipi di balli
I balli che hanno avuto l'approvazione dei padri della chiesa erano i balli di gruppo, tipicamente processioni o cerchi in cui gli uomini, separati dalle donne, realizzavano i movimenti decorosi e solenni nel pieno timore del dio. Tuttavia, le informazioni sul ballare di questo periodo sono molto limitate. Realmente, poiché l'arte bizantina è principalmente centrata sulla concezione del divino, i riferimenti al ballo sono rari. Alcune immagini di balli bizantini sono dell'epoca di metà dell'era bizantina, le rappresentazioni sono state conservate sulle sculture, le miniature, manoscritti ma principalmente oggetti religiosi medii dei murali della chiesa.
Nel suo libro sulla cultura dei bizantini, Phaidon Koukoules ha fornito tutti i riferimenti conosciuti al ballo in testi di quel tempo. Dalle sue scritture, si può evincere che c'erano dei balli delle donne su Pasqua, balli satyrical nocturnal nel travestimento sul Kalends, balli dalle fasce ambulanti dei giovani sul Roussalia. Erano certamente balli di nozze, in locande e durante i banchetti. I arpisti e la gioventù e i ballerini professionisti venivano invitati dai ricchi a ballare, venendo particolarmente apprezzati per la loro agilità corporea e la loro agilità delle gambe. Le danze erano organizzate nel teatro con accompagnamento musicale dato dal flauto.
A Costantinopoli, gli eventi importanti venivano celebrati con grandi balli pubblici. Al ritorno di un esercito bizantino vincitore, per esempio, i cittadini affollavano le vie della capitale, per ballate con i soldati e gioire insieme. Ci sono casi registrati di persone che ballano all'interno della chiesa, a Pasqua e a Natale, dopo che il Patriarca Teofilo lo aveva permesso. 
A volte ballavano e cantavano i giullari, che in questo modo facevano divertire il Basileus. I soldati ballavano per divertimento prima di una battaglia, durante il tempo libero e dopo una vittoria. Gli aurighi ballavano nell'Ippodromo quando vincevano le loro corse e, i marinai ballavano un ballo unito, pieno di torsioni e di girate, come imitando le spirali di un labirinto.
Benché si abbiano poche descrizioni dei balli bizantini, si sa che spesso questo popolo si dedicava alla danza. Il capo del ballo veniva denominato koryphaios o chorolektes e quest'ultimo era colui che cominciava la canzone e assicurava che il cerchio fosse effettuato. 
Efstathios di Tessalonica accenna di un ballo che comincia in un cerchio e viene concluso con i ballerini che si affrontano l'un l'altro. Nel ballare in cerchio i ballerini tenevano le loro mani alte o le fluttuavano a destra e a sinistra. Venivano usati dei cembali, o una bandana nelle loro mani e nei loro movimenti veniva dato risalto ai loro lunghi manicotti. 
Mentre ballavano, cantavano ripetendo il verso cantato dal ballerino che guidava la danza. 

I ballerini si univano, e applaudendo il ritmo o il canto. 

Cantanti professionisti, spesso i musicisti essi stessi, lirici composti per soddisfare l'occasione.

## Balli popolari
I balli popolari di questo periodo erano:
- Syrtos
- Geranos
- Mantilia
- Saximos
- Pyrichios
- Kordakas

## Strumenti
Gli strumenti bizantini erano:
- Chitarra
- Singola, doppia o scanalatura multipla
- Sistrum
- Timpani (tamburo)
- Psaltirio
- Lira
- Keras
- Kanonaki